# عبدالوهاب تبریزی
امیر سراج‌الدین عبدالوهاب تبریزی عالم، عارف، فقیه و شیخ‌الاسلام، در علوم ظاهر و باطن وحید روزگار بوده و از علمای برجسته شیعه در سده ۹ هجری قمری بود.

مرقد سراج‌الدین عبدالوهاب تبریزی کنار مرقد ابوایوب انصاری

## زندگی
وی جد شاخه‌ای از سادات طباطبایی آذربایجان است که به سادات عبدالوهابیه مشهورند. وی از نوادگان ابراهیم طباطبا است. گروهی از سادات از نسل ابراهیم طباطبا، به زواره اصفهان کوچ کردند. البته در این‌که کدام یک از اعقاب وی، اولین بار به ایران آمدند اختلاف است و در اکثر منابع تأکید شده‌است که احمدالرئیس‌الطائفه (به قولی ملقب به فتوح‌الدین، به قولی ملقب به احمدالاکبر باصفهان، به قولی ملقب به احمدالشاعر و به قولی ملقب به ابن‌الخزاعیه) مدتی در اصفهان زندگی کرده و جد اعلای سادات طباطبایی ایران است، ولی در این شکی نیست که ابوعبدالله احمدالشاعر (به قولی احمدالاصفهانی و به قولی ملقب به فتوح‌الدین) ابن ابی‌جعفر محمدالاصغر در اصفهان زندگی می‌کرد.
سیدعمادالدین (به قولی سیدعمادالدین علی، به قولی علی عمادالدین، به قولی سیدعماد و به قولی سیدعمادالدین کبیر) از نوادگان ابوعبدالله احمدالشاعر جد اعلای سادات طباطبایی آذربایجان است و امیرعبدالغفار پدر امیر عبدالوهاب تبریزی، از نوادگان وی، پایه‌گذار سلسله سادات طباطبایی آذربایجان است. وی، افزون بر توانایی در علوم عقلی و نقلی، در علوم غریبه نیز مهارت داشت. او از اصفهان به زواره رفته بود، پس از مدت‌ها سیر و سفر و دانش‌اندوزی، به دعوت اوزون حسن آق‌قویونلو، به آذربایجان رفت و در شهر تبریز اقامت گزید. اوزون حسن به دلیل توانایی‌های علمی و نفوذ اجتماعی و سیاسی امیرعبدالغفار، او را به امر قضاوت حکم داد و امیرعبدالغفار زمام امور دینی، شرعی و قضایی گسترده منطقه‌ای را در اختیار گرفت و از این راه، آموزه‌های قرآن و عترتِ پیامبر اسلام را گسترش داد.

مسجد ایوب‌سلطان در استانبول ترکیه

امیر عبدالوهاب که در آن زمان در سمرقند بود پس از چندی از طرف پدرش به آذربایجان احضار شد و وقتی امیرعبدالوهاب به تبریز رسید، پدرش از دنیا رفته بود و این در سال ۸۷۷ هجری قمری اتفاق افتاد. امیرعبدالوهاب طباطبایی، در مدت زمام‌داری سلسله آق‌قویونلو و شاه‌اساعیل صفوی شیخ‌الاسلام بود. در سال ۹۲۰ هجری قمری پس از جنگ چالدران از طرف شاه‌اسماعیل به عنوان ایلچی نزد سلطان‌سلیم رفت و هر چند ابتدا سلطان‌سلیم مقدم وی و همراهانش را گرامی داشت ولی پس از چند روز که گزارش‌هایی مبنی بر نقش برجسته او در استقامت مردم تبریز و عدم اعتنایی او به نامه خودش را دریافت کرد، دستور داد تا ایشان را زندانی کنند و امیرعبدالوهاب در سال ۹۲۷ هجری قمری در زندان سلطان‌سلیم درگذشت و در جوار مقبره ابوایوب انصاری واقع در مسجد ایوب‌سلطان استانبول ترکیه دفن گردید.

## نسب
امیر سراج‌الدین میرعبدالوهاب طباطبایى تبریزى شیخ‌الاسلام (به قولی نورالدین؛ سرسلسله‌ی سادات حسنی، حسینی و طباطباییِ آذربایجان و تبریز و مشهور به سادات عبدالوهابیه) پسر میرِ جلیل رفیع‌الدین امیر عبدالغفار شیخ‌الاسلام کبیر پسر امیر سیدعمادالدین امیرحاج پسر سیدفخرالدین حسن پسر امیر کمال‌الدین محمد پسر امیر سیدحسن (در برخی شجره‌نامه‌ها به اشتباه، سیدحسین نوشته شده است) پسر سیدشهاب‌الدین على پسر سیدعمادالدین على پسر سیداحمد پسر علی سیدعمادالدین کبیر پسر ابوالحسن عمادالدین علی شاعر اصفهانی (بنا به اقوالی ابوالحسین و ابوطاهر و ملقب به شهاب‌الدین) پسر ابى‌الحسن محمد شاعر ملقب به ابن طباطبا علوی (بنا به اقوالى ابوالحسین و ملقب به اصفهانى) پسر ابوعبدالله احمد شاعر (بنا به اقوالى ملقب به فتوح‌الدین و اصفهانى) پسر ابى‌جعفر محمداصغر ملقب به ابن خزاعیه (بنا به اقوالى محمداکبر و ملقب به کوفی و در برخی منابع به اشتباه ابن خراعی نوشته شده است) پسر اباعبدالله احمد رئیس طائفه (بنا به اقوالى ابوالعباد، ابی‌محمد، احمداکبر اصفهانی و احمد شاعر و ملقب به فتوح‌الدین و در برخی منابع لقبِ ابن الخزاعیه به اشتباه، برای این فرد نوشته شده است) پسر ابواسماعیل ابراهیم طباطبا (بنا به اقوالى ابواسحاق و ملقب به زین‌العابدین) پسر ابوابراهیم اسماعیل دیباج ملقب به اکبر شریف خلاص (در برخی منابع لقبِ طباطبا به اشتباه، برای این فرد نوشته شده است) پسر ابااسماعیل ابراهیم غمر (بنا به اقوالی ابوالحسن و ابواسحاق) پسر ابامحمد حسن مثنی (به قولى ابوعبدالله) و  فاطمه حورالعین؛ 

و ابامحمد حسن مثنی (به قولى ابوعبدالله) پسر ابامحمد حسن مجتبى و فاطمه حورالعین دختر ابوعلی حسین سیدالشهداء؛ 

و ابامحمد حسن مجتبى و ابوعلی حسین سیدالشهداء پسران ابوالحسن علی امیرالمؤمنین و ام‌الحسن فاطمه زهرا؛ 

و ابوالحسن علی امیرالمؤمنین پسر ابوطالب عبدالمناف (به قولی عمران) و ام‌الحسن فاطمه زهرا دختر ابوالقاسم محمد خاتم‌النبیین.

## اعقاب
خاندان شیخ‌الاسلامی، خاندان قاضی، خاندان وکیلی، خاندان امینی، خاندان فتاحی، خاندان دیبا و سادات طباطبایی ارونق و انزاب (شندآباد) که به سادات عبدالوهابیه مشهورند.

## فعالیت‌های دینی، علمی، سیاسی و اجتماعی
۱. عالم، عارف، فقیه و شیخ‌الاسلام در حکومت اوزون‌حسن پادشاه آق‌قوینلو و حکومت شاه‌اسماعیل صفوی
۲. متولی مدرسه نصریه اوزون حسن
۳. نقش عمده در گسترش حوزه علمیه تبریز
۴. مؤسس اساس شیخ‌الاسلامی و قضاوت و احکام مدنی و منطقه‌بندی و تعیین مسؤول بر منطقه‌ای به نام صدر در حکومت اوزون حسن پادشاه آق‌قوینلو و حکومت شاه‌اسماعیل صفوی
۵. فعالیت در عقب‌نشینی قشون سلطان‌سلیم و شکست اشغال شهر تبریز به وسیله قوای عثمانی در جنگ چالدران
۶. دوراندیشی و وادار کردن شاه‌اسماعیل صفوی برای مذاکره با سلطان‌سلیم بعد از جنگ چالدران و انتخاب شدن برای این امر خطیر به وسیله شاه‌اسماعیل و گرامی‌داشت وی به وسیله سلطان‌سلیم در ابتدای ورود به دربار و زندانی شدن به وسیلهٔ سلطان‌سلیم پس از دریافت گزارش‌هایی مبنی بر نقش امیر عبدالوهاب در استقامت مردم تبریز و عدم اعتنای وی به نامه سلطان‌سلیم و درگذشت در زندان وی.

## تنها اثر به جا مانده
- وصیةالی الولد.[۱۶]

## مأخذشناسیسادات عبدالوهابیه
- باقرزاده ارجمندی، سیداحمد | مأخذشناسی توصیفی سادات عبدالوهابیه | جستارهای تاریخ اسلام | قم؛ جامعه الزهرا؛  س۲؛ ش ۴، پاییز و زمستان ۱۴۰۱ | ۶۵ـ۱۰۱ | مقاله.

## برای مطالعهٔ بیشتر
- ترابی طباطبایی، سیدجمال؛ نسب‌نامهٔ شاخه‌ای از طباطبایی‌های تبریز؛ چاپ اول: تبریز، سازمان اسناد ملی ایران/ مدیریت منطقه شمال‌غرب، بهار ۱۳۸۶؛ ۴۴۸+۴ ص. رحلی، تصویر، سند.
- حافظ‌حسین‌کربلایی تبریزی، روضات‌الجنان و جنات‌الجنان؛ با مقدمه، تکلمه، تصحیح و تعلیق جعفر سلطان‌القرائی؛ چاپ اول: تبریز، ستوده، ۱۳۸۳؛ جزء اول؛ هشتادوهشت+۶۹۰ ص. وزیری، تصویری، سند.
- رفیعی مهرآبادی، ابوالقاسم؛ آتشکده اردستان: بخش اول: مشتمل بر جغرافیا و تاریخ اردستان و تحقیق در انساب سادات طباطبایی ایران؛ (ـ): چاپ آتشکده، تاریخ پیش‌گفتار ۲۷/۱۰/۱۳۳۶، ج. ۱، ۲۱۶+۴ ص. وزیری.
- باقرزاده ارجمندی، سیداحمد؛ سادات عبدالوهابیه، فصل‌نامه متن‌پژوهی پیام بهارستان، دوره ۲، س. ۸، ش. ۲۶، پاییز و زمستان ۱۳۹۴)، صص ۳۱۶–۲۸۵.
- سیدمحمدرضاابن‌محمدصادق طباطبایی تبریزی؛ تاریخ اولادالاطهار؛ به کوشش محمد الوان‌ساز خویی؛ چاپ اول: مرکز پژوهش کتاب‌خانه موزه و مرکز اسناد مجلس شورای اسلامی (شماره نشر: ۲۰۶)، ۱۳۸۹؛ ۴+بیست+۲۰۰ ص. وزیری، تصویر.
- طباطبایی دیبا، رضا (به همت)؛ شجرهٔ خاندان طباطبایی دیبا؛ با مقدمهٔ سعدی طباطبایی دیبا؛ (ـ): (ـ)، ۱۳۵۲ هـ.ق. به نقل از هاشمیان، هادی؛ «شجرهٔ خاندان طباطبایی دیبا»؛ پیام بهارستان، دورهٔ دوم، سال ۴، زمستان ۱۳۹۰، شمارهٔ ۱۴.
- طباطبایی، سیدمحمدحسین؛ نسب‌نامهٔ خاندان طباطبایی (اولاد امیر سراج‌الدین عبدالوهاب)؛ به کوشش و با مقدمه سیدهادی خسروشاهی؛ چاپ اول: قم، مؤسسه بوستان کتاب (زندگی‌نامه و خاطرات: ۵۲، تاریخ: ۳۷۶)، ۱۳۹۱؛ ۱۸۰ ص. وزیری، تصویر، سند.
- عون‌اللهی، سیدآقا؛ تاریخ پانصد سالهٔ تبریز: از آغاز دورهٔ مغولان تا پایان دورهٔ صفویان؛ با ترجمه پرویز زارع شاهمرسی؛ چاپ دوم: تهران، مؤسسه انتشارات امیرکبیر، ۱۳۸۹؛ ۳۰۰ص. وزیری، تصویر، سند.
- غیاث‌الدین‌ابن‌همام‌الدین‌الحسینی‌المدعو به خواند امیر؛ تاریخ حبیب‌السیر فی اخبار افراد بشر؛ (ـ): (ـ)، انتشارات کتاب‌خانه خیام، (ـ)؛ ج. ۴؛ ۷۹۶ ص. رقعی.
- قاضی طباطبایی، سیدحسن؛ خاندان‌های فضل و دانش آذربایجان در عصر قاجار؛ چهرهٔ آذرآبادگان در آیینهٔ تاریخ ایران: به مناسبت روز تاریخی ۲۱ آذرماه؛ چاپ اول: تبریز، انتشارات دانشگاه آذرآبادگان (انتشار: ۱۳۴)، آذر ۱۳۵۳، ۲۴+۳+۳۳۳ ص. وزیری، تصویر، نمودار. صص. ۱۸۲–۱۴۱.
- گلی زواره، غلام‌رضا؛ درنگی بر یک تبارنامه؛ فصل‌نامهٔ نسخه‌شناسی، کتاب‌شناسی [و] کتاب‌پژوهشی میراث شهاب، سال دهم، بهار و تابستان ۱۳۸۳، ش.پ. ۳۵ و ۳۶، ش. ۱ و ۲، صص. ۸۲–۷۳.
- محیط طباطبایی، سیدمحمد؛ تطور حکومت در ایران بعد از اسلام؛ چاپ اول: [تهران]، انتشارت بعثت، ۱۳۶۷؛ سیزده+۲۲۱، وزیری.
- محیط طباطبایی، سیدمحمد؛ شوخی و جدی؛ یغما، سال هیجدهم، فروردین ۱۳۴۴، ش.پ. ۲۰۱، ش. ۱، صص. ۴۶–۴۰.
- مرکز دایرةالمعارف بزرگ اسلامی؛ دایرةالمعارف بزرگ اسلامی: جلد دوم: آل رشید ـابن ازرق؛ زیر نظر کاظم موسوی بجنوردی؛ چاپ اول: تهران، ۱۳۸۶، ج. ۲، ۴+ده+۷۳۸ ص. رحلی.
- ملامحمدامین حشری تبریزی؛ روضهٔ اطهار: مزارات متبرکه و محلات قدیمی تبریز و توابع؛ به تصحیح، اهتمام و با مقدمه، حواشی و تعلیقات عزیز دولت‌آبادی؛ چاپ اول: تبریز، انتشارات ستوده، ۱۳۷۱؛ بیست‌وپنج+۵+۲۵۸ ص. وزیری، تصویر، سند.
- مؤید ثابتی، سیدعلی؛ اسناد و نامه‌های تاریخی: از اوائل دوره‌های اسلامی تا اواخر عهد شاه‌اسماعیل صفوی؛ (ـ): تهران، کتاب‌خانهٔ طهوری (زبان و فرهنگ ایران: ۴۶)، آبان ۱۳۴۶، بیست+۴۶۲ ص. وزیری.
- میرزا رفیع[الدین]الحسنی‌الحسینی نظام‌العلمای [طباطبایی] محمد رفیع‌ابن علی‌اصغر؛ مجالس نظامیه؛ با خط علی‌نقی حائری طباطبایی؛ چاپ سنگی: دارالطباعه حاج‌احمدآقا، ۱۳۱۹ هـ.ق. ۳+۳۴۹ ص. رقعی.
- نادرمیرزا قاجار؛ تاریخ و جغرافی دارالسلطنهٔ تبریز؛ مصحح غلام‌رضا طباطبایی مجد؛ چاپ اول از ویراست دوم: تبریز، انتشارات آیدین و انتشارات یانار، ۱۳۹۳، ۸۵۶ ص. وزیری، تصویر.
- نقیب‌زاده مشایخ طباطبا، سیدحسین‌علی؛ هدیه لآل عبا فی نسب آل طباطبا؛ [چاپ اول]: [تهران]، چاپ‌خانه مجلس، ۱۳۳۱، ۲+۴+۱۰۵ ص. وزیری، تصویر، شجره‌نامه، سند.
- نوایی، عبدالحسین (به اهتمام)؛ شاه‌اسمعیل صفوی (اسناد و مکاتبات تاریخی همراه با یادداشت‌های تفضیلی)؛ [چاپ اول: تهران]، انتشارات بنیاد فرهنگ ایران با مساعدت مالی سازمان برنامه (انتشارات:۵۰ و منابع تاریخ و جغرافیای ایران:۱۷)، ۱۳۴۷؛ ۵+۴۱۹ ص. وزیری.